# Țetulea, Iavoriv
Țetulea (în ucraineană Цетуля) este un sat în comuna Zalujjea din raionul Iavoriv, regiunea Liov, Ucraina.

## Demografie
Componența lingvistică a localității Țetulea
     Ucraineană (100%)
Conform recensământului din 2001, toată populația localității Țetulea era vorbitoare de ucraineană (100%).